# Main Course
Main Course (engl. für „Hauptgang“ beim Essen) ist das elfte internationale Musikalbum der Bee Gees.

## Produktion
Nach der Veröffentlichung von »Mr. Natural« zog es die Bee Gees zunächst nach Australien und Asien, wo die Band nach wie vor sehr beliebt war und in ausverkauften Hallen auftreten konnte. Im Januar und Februar 1975 starteten – nach beinahe einem Jahr Studioabstinenz – in den Criteria Recording Studios in Miami die Aufnahmen zu »Main Course«, erneut unter der Regie von Arif Mardin. Für Keyboarder Geoff Westley war Blue Weaver zur Band gestoßen, wie Dennis Bryon einst bei Amen Corner beschäftigt. Streicher, Bläser und Percussion wurden in den Atlantic Recording Studios in New York eingespielt, arrangiert von Arif Mardin.
Mardins Handschrift ist auf diesem Album noch deutlicher zu hören als auf dem Vorgängeralbum. Zwar finden sich auf »Main Course« nach wie vor typische Gibb-Kompositionen wie die Pianoballade „Songbird“, oder das von Robin Gibb interpretierte „Country Lanes“. Was für die Band jedoch neu ist, ist einerseits der Einfluss Blue Weavers, der mit seinem Synthesizersound und seinen Kompositionstalent den Sound der Bee Gees einen neuen, prägenden Einfluss verlieh, sondern auch der Mut, neue Pfade zu betreten, indem man sich an R&B-Beats wagte und Songs wie „Jive Talkin'“, „Nights on Broadway“ oder „Wind of Change“ schuf, die alle zu Klassikern im Repertoire der Band wurden. Am deutlichsten bei „Jive Talkin'“ zu hören, wo Barry Gibbs kratzige Rhythmusgitarre und eine von Maurice Gibb auf der Bassgitarre und Blue Weaver am Synthesizer gemeinsam gespielte Basslinie, zu einem ungewöhnlichen funky Sound führte. Viele Bee Gees-Fans reagierten damals verschreckt, als der Song im Mai 1975 als Single veröffentlicht wurde. Andererseits konnte die Band damit ganz neue Fans gewinnen, schafften sie es mit dem Titel in den USA doch bis auf Platz 1.
Auf „Nights on Broadway“, „Fanny (Be Tender with My Love)“ und „Baby as You Turn Away“ hört man erstmals Barry Gibbs Falsettgesang, der dem Harmoniegesang der drei Brüder eine neue Qualität bescherte und später zu einem Markenzeichen der Band werden sollte.
Zum ersten Mal arbeiten die Bee Gees mit Karl Richardson zusammen, der auf diesem Album als Toningenieur in Erscheinung tritt.
Alle Kompositionen stammen aus den Jahren 1975. Dem Album lag ein Textblatt bei.

### Mitwirkende
- Arrangeur, Dirigent: Arif Mardin
- Konzertmeister: Gene Orloff
- Toningenieur: Karl Richardson (Criteria), Lew Hahn (Atlantic)
- Gitarre: Alan Kendall
- Schlagzeug: Dennis Bryon
- Keyboard, Piano: Blue Weaver
- Saxophon: Joe Farrell
- Percussion: Ray Baretto
- Mundharmonika: Donny Brooks

## Trackliste
- A1. Nights on Broadway (Barry, Robin & Maurice Gibb)
- A2. Jive Talkin' (Barry, Robin & Maurice Gibb)
- A3. Wind of Change (Barry & Robin Gibb)
- A4. Songbird (Barry, Robin & Maurice Gibb, Blue Weaver)
- A5. Fanny (Be Tender with My Love) (Barry, Robin & Maurice Gibb)
- B1. All This Making Love (Barry & Robin Gibb)
- B2. Country Lanes (Barry & Robin Gibb)
- B3. Come on Over (Barry & Robin Gibb)
- B4. Edge of the Universe (Barry & Robin Gibb)
- B5. Baby as You Turn Away (Barry, Robin & Maurice Gibb)

## Ausgaben
Das Album erschien 1975 bei RSO, in Deutschland vertrieben von Polydor, in den USA von Atlantic Records.
1987 erschien das Album erstmals auf Compact Disc.
Ab 2008 war es in Europa zunächst nur noch digital verfügbar.
- 1975: RSO 2394 150 (LP)
- 1987: Polydor 833 790-2 (CD)
- 2011 USA: Reprise Records R2 529262 (CD)
- 2020: Capitol Records 602577970917 (LP)

## Rezeption
»Main Course« verkaufte sich vor allem in den USA sehr gut, unterstützt durch eine Tournee mit vierzig Stationen. In Europa dagegen kam der neue Sound der Band nicht so gut an. Während es in England gar nicht in den Verkaufscharts auftauchte, erreichte es in Deutschland immerhin Platz 29. Eine Tournee der Bee Gees durch Europa gab es nicht.
Mit „Come on Over“ kam Olivia Newton-John 1976 bis auf Platz 23 der US-Charts. 1977 war Candi Staton mit ihrer Version „Nights on Broadway“ in den britischen Singlecharts, wo sie es bis auf Platz 6 brachte, deutlich erfolgreicher als die Bee Gees selbst. 1980 spielte Jimmy Ruffin „Songbird“ ein, produziert von Robin Gibb und Blue Weaver. Der Rapper DMX nutzte 1998 ein Sample von „Nights on Broadway“ auf seinem Album »It's Dark And Hell Is Hot«.

## Bibliografie
- Die ultimative Biografie der Bee Gees: Geschichten der Brüder Gibb von Melinda Bilyeu, Hector Cook, Andrew Môn Hughes, mit Joseph Brennan und Mark Crohan. Starcluster Verlag, Balve, 2007. ISBN 978-3-925005-66-4
- You Should Be Dancing – My Life With The Bee Gees von Dennis Bryon, ECW Press, August 2015, ISBN 978-1-77041-242-2
- The Essential Rock Discography von Martin C. Strong, Canongate Books, 2006. ISBN 978-1-84195-985-6